# Élections législatives de 1951 en Martinique
Les élections législatives françaises de 1951 se tiennent le 17 juin. Ce sont les deuxièmes élections législatives de la Quatrième République.

## Mode de scrutin
Représentation proportionnelle plurinominale suivant la méthode du plus fort reste dans 103 circonscriptions, conformément à la loi des apparentements : les listes qui se sont « apparentées » avant l'élection remportent tous les sièges de la circonscription si leurs voix ajoutées obtiennent la majorité absolue des suffrages exprimés. Il y a 629 sièges à pourvoir.
Le vote préférentiel est admis. 
Dans le département de la Martinique, trois députés sont à élire.

## Élus
| Député sortant         | Parti | Parti | Député élu ou réélu    | Parti | Parti |
| ---------------------- | ----- | ----- | ---------------------- | ----- | ----- |
| Aimé Césaire           |       | PCF   | Aimé Césaire           |       | PCF   |
| Léopold Bissol         |       | PCF   | Léopold Bissol         |       | PCF   |
| Emmanuel Véry-Hermence |       | SFIO  | Emmanuel Véry-Hermence |       | SFIO  |

## Résultats

### Résultats à l'échelle du département
- Il n'y a pas d'apparentement de conclu dans le département.
- Les sièges sont répartis à la proportionnelle entre tous les partis.

| Parti    | Parti    | Tête de liste          | Résultats | Résultats | Sièges |  |
| Parti    | Parti    | Tête de liste          | Voix      | %         |        |  |
| -------- | -------- | ---------------------- | --------- | --------- | ------ |  |
|          | PCF      | Aimé Césaire           | 41 231    | 62,83     | 2      |  |
|          | SFIO     | Emmanuel Véry-Hermence | 11 062    | 16,86     | 1      |  |
|          | RPF      | Léontel Calvert        | 7 621     | 11,61     | 0      |  |
|          | MRP      | Théramène Thémia       | 5 712     | 8,70      | 0      |  |
|          |          |                        |           |           |        |  |
| Inscrits | Inscrits | Inscrits               | 107 432   | 100,00    | 3      |  |
| Votants  | Votants  | Votants                | 66 680    | 62,07     |        |  |
| Exprimés | Exprimés | Exprimés               | 65 626    | 98,42     |        |  |